# Maclas
Maclas ist eine französische Gemeinde mit 1.867 Einwohnern (Stand: 1. Januar 2022) im Département Loire in der Region Auvergne-Rhône-Alpes. Sie gehört zum Arrondissement Saint-Étienne und zum Kanton Le Pilat. Die Einwohner werden Maclaires genannt.

## Geografie
Die Gemeinde Maclas liegt im Regionalen Naturpark Pilat, etwa 25 Kilometer ostsüdöstlich von Saint-Étienne. Nachbargemeinden von Maclas sind Roisey im Nordwesten und Norden, Bessey und Lupé im Norden, Malleval und Saint-Pierre-de-Bœuf im Nordosten, Limony im Osten, Charnas im Südosten, Vinzieux im Süden, Saint-Jacques-d’Atticieux im Süden und Südwesten, Saint-Appolinard im Südwesten sowie Véranne im Westen.

## Bevölkerungsentwicklung
| Jahr                       | 1962 | 1968 | 1975 | 1982 | 1990 | 1999 | 2006 | 2015 | 2022 |
| -------------------------- | ---- | ---- | ---- | ---- | ---- | ---- | ---- | ---- | ---- |
| Einwohner                  | 1013 | 1111 | 1120 | 1137 | 1289 | 1306 | 1575 | 1817 | 1867 |
| Quellen: Cassini und INSEE |      |      |      |      |      |      |      |      |      |

## Sehenswürdigkeiten

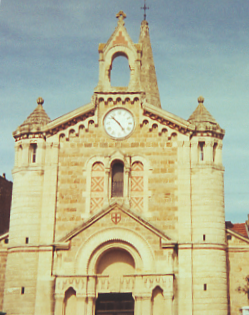
Kirche Saint-Clair-Saint-Héand
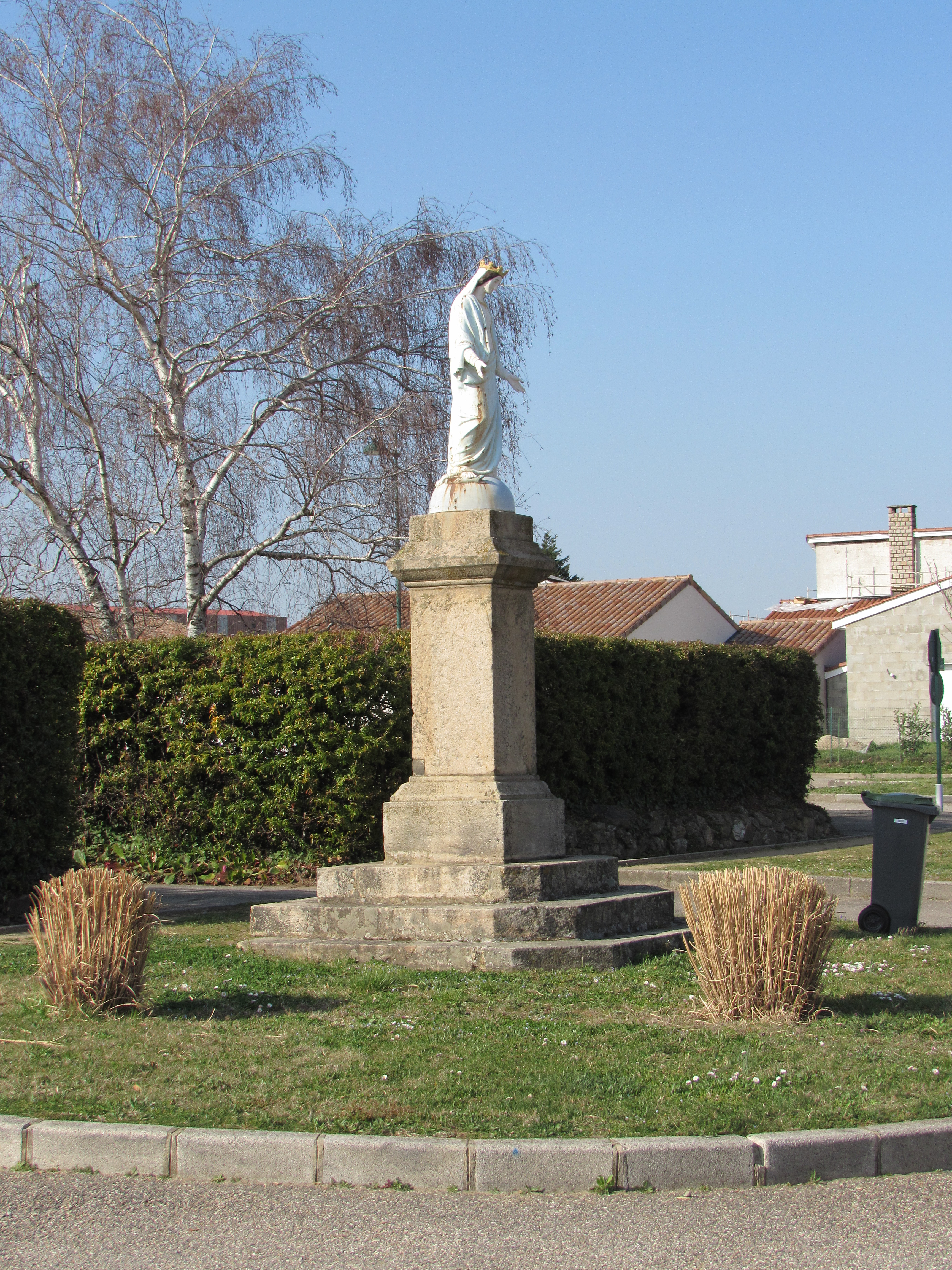
Rathaus

- Kirche Saint-Clair-Saint-Héand
- Marienstatue